# 水質汚染

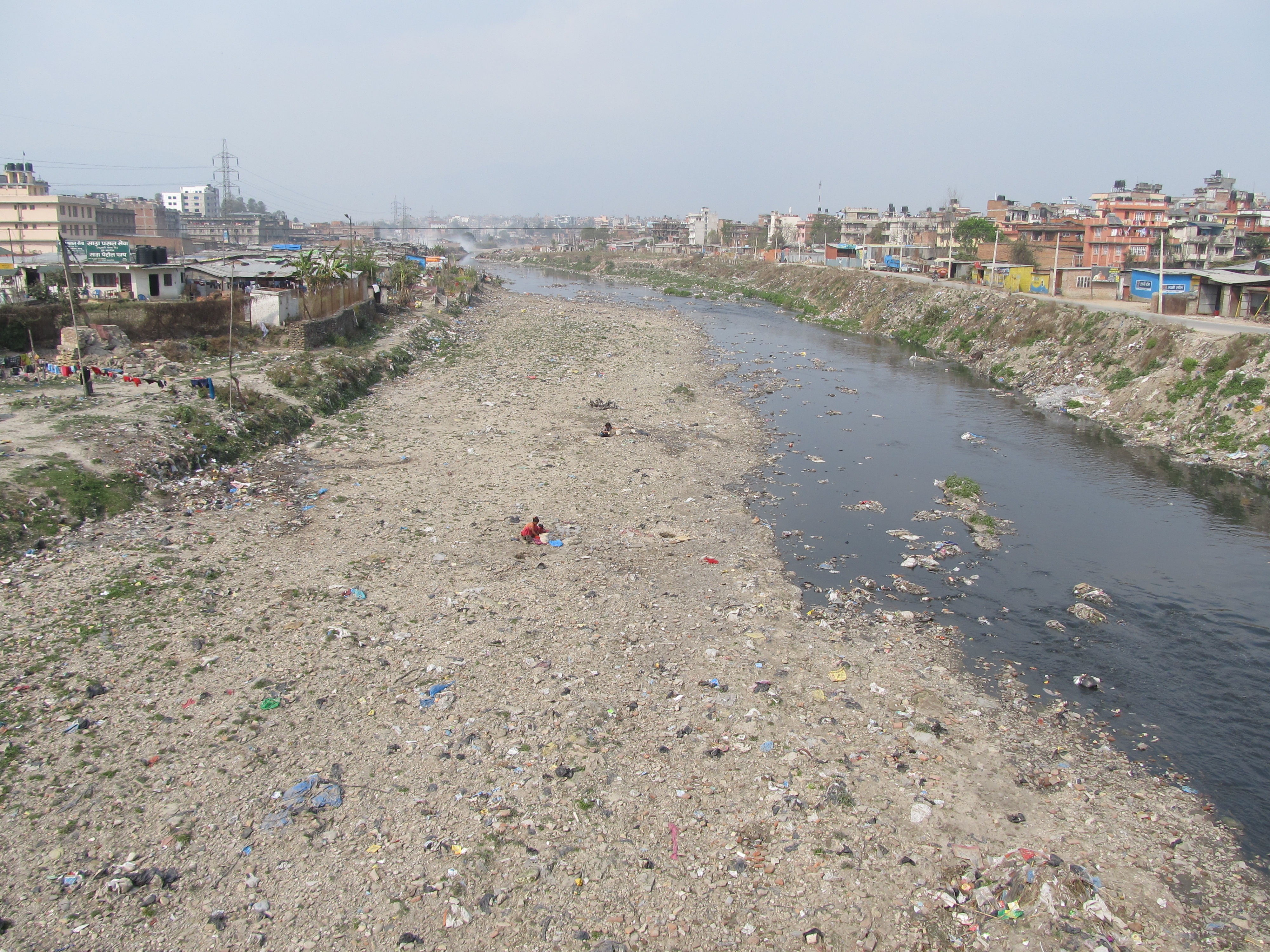
大量のゴミで汚染された河川（ネパール）

水質汚染（すいしつおせん、water pollution）とは、人間の行動によって引き起こされた湖、河川、大洋、地下水といった水に対する一連の有害影響のことである。具体的な例として、水道法で定める飲料水の基準を悪化させるとする、細菌の増加、化学物質や有機物増加、色度や濁度の変化などの状態がある。主に生活排水と産業廃棄物が原因になりやすく、現在の水質汚染の原因の約70%は生活排水である。中でも台所からの排水が最も多く、油や醤油、米のとぎ汁といったものの負荷も大きい。河川・湖沼などの公共用水域は水質汚濁、海水や海域は海洋汚染として別に書き分ける。

## 概要

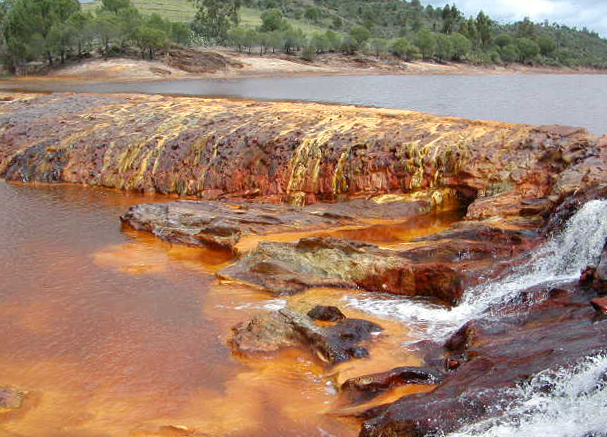
鉄鉱山により変色した河川（スペイン）

火山・海藻の異常発生・暴風雨および地震は同様に水質と水系の生態系の状態における大きな変質を招くものなのだが、水質が誰かが使えなくなるほどに悪化したときにこれを汚染という。水質汚染にはさまざまな原因と種類がある。栄養負荷の増大（肥料分や栄養塩の増大）は富栄養化という結果になるであろう。都市の下水などの有機性廃棄物は受容水系への過剰な酸素の負担を掛け、生態系に対する重大な影響を与えかねない酸素の枯渇という結果を引き起こしている。産業は、重金属・樹脂のペレット・有機毒素・石油・栄養素・固形物を含めた汚水を放出する。こうした放出は熱的運動をともなう（特に発電所からのものである）が、同じく使用可能な酸素を減じる。建設現場、山林伐採、農業を含めた多くの行動から生じるシルトをともなう流出液が光合成を限定し、湖底や川底を広く覆いつくし、代わりに生態系に被害を与えている水中を透す射光の浸透を抑制するのである。

## 汚染物質

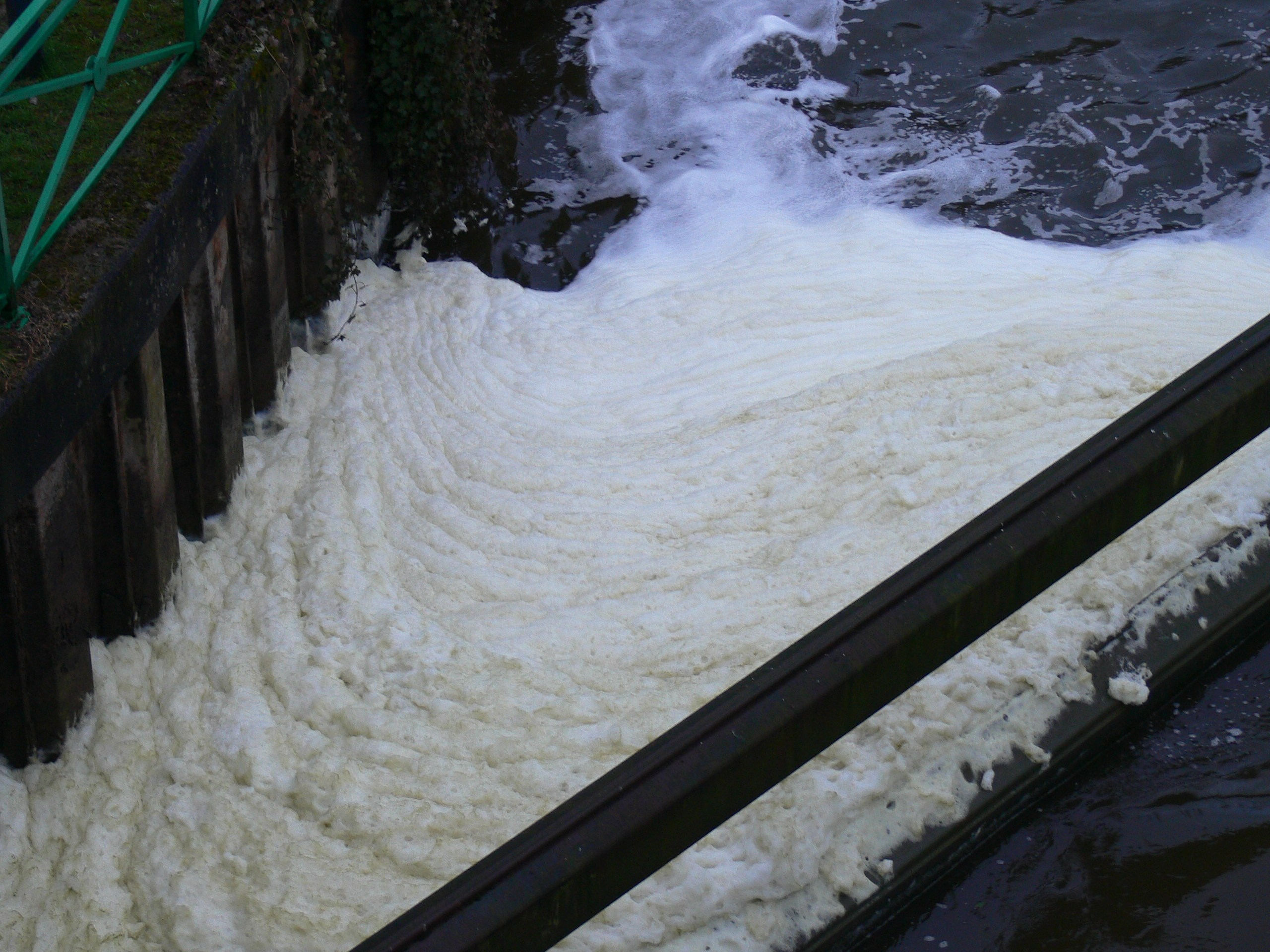
洗剤とみられる汚染水

汚染には有機化合物のケースと無機化合物のケースがある。
有機性水質汚染の事例
- 殺虫剤・除草剤・有機質とその他、化学物質の広範囲の拡散
- 下水道や畜産業からのバクテリア
- 病原菌を含んだ食品加工廃棄物
- 木材の搬出事業からの木材と払い落とされた小片
- 揮発性有機化合物 (VOCs)（違法な倉庫から流出する工業用溶媒）
- DNAPL (dense non-aqueous phase liquids) （塩素処理溶剤など）は、不溶性・難溶性であるため、溜池の底に沈殿する。
- 石油炭化水素には燃料となるガソリン、ディーゼル（軽油）、ジェット燃料、燃料石油（重油）などや、あと潤滑油（車体の燃料）も含まれているが、油田事業、石油精製、パイプラインから、給油所の地下の貯蓄タンクに受け取られ、石油事業に移送されることになる。
- 合成洗剤
- 個人衛生用品や化粧品に見られるさまざまな化学化合物

無機性水質汚染の事例
- 酸性鉱山廃水に含まれる重金属類
- 産業廃棄物から生じる酸性物質（特に発電所から生じる亜硫酸ガス）
- 半製品の工業用原料ペレット、といった産業汚染
- 製品から生じた工業用の化学廃棄物
- 硝酸エステルとリン酸塩などを含む農業用排水に存在する肥料分
- 建設現場、材木の搬出、焼畑農業、開墾といった表層流出液におけるシルト

## 運搬と水質汚染における化学反応と生態系の異変
多くの水質汚染は、河川から大洋へと実際に運搬される。世界の幾つかの地域では、水文学の運搬モデルでは、河口から何百キロも離れた地点にまで汚染の影響を辿ることができる。SWMMやDSSAM Modelなどの進んだコンピュータモデルでは、水系システムにおける汚染の行方を試算することで、世界の多くの地域において用いられる。カイアシ類などのプランクトンといった種の摂食行動を示す濾過機が、ニューヨークの湾曲部において汚染の行方が研究されるのに用いられた。このことは、毒性の負荷がハドソン川の河口において直接に最も高い数値を示す代わりに、100km南方のプランクトン組織に摂食されるのに数日かかる地点まで流れている。ハドソン川からの流出物は、コリオリの力に従って海岸沿いに南方へと流れる。さらに南方では、酸素の枯渇が発生しており、酸素を費消する薬品や海藻の大量発生によるもの、海藻類の細胞の死滅や化学分解によって生まれる過剰栄養塩、などが原因である。また、毒素となる物質が食物連鎖をたどり、小魚がカイアシ類などのプランクトンを消費し、大魚は小魚を摂食するなどの経路で魚介類における大量死が報告されている。続いて食物連鎖を手繰るのだが、重金属（例としては水銀）や難分解性有機汚染物質（DDT）といった物質に対する汚染濃縮（生物濃縮）というものである。
大洋の旋廻海流が浮遊するプラスチックの破片を捉える。例えば、北太平洋旋廻は、いわゆる太平洋ゴミ集積帯ともいわれるテキサス州の2倍の大きさの廃物を集めた。多くの残留廃物が海鳥や海洋生物の胃袋に関わる。この結果は、動物の食欲を減衰させ、あるいは飢餓に陥れるような消化経路の障害になる。
多くの化学物質が、崩壊反応をなし、あるいは化学的な変化が、特に地下水の貯蓄池において長い間にわたり存在する。いくつかの化学物質に関して注目すべき種類としては、トリクロロエチレンやテトラクロロエチレンなどドライクリーニング産業で使用された塩化炭水化物がある。どちらの化合物も発癌性であり、さらなる有害性を引き出す化学分解反応を起こす。（1,2-ジクロロエチレンやビニール塩化物を含む）
地下水の汚染は表層の汚染よりも減少しにくいもので、これは地下水が見えない帯水層を長距離にわたり移動することが原因である。粘土層などの浸透性のない帯水層では、単純な濾過作用（吸収）や希釈、またあるケースでは化学反応と生物活性である。しかしながら、あるケースでは汚染が単純に土壌汚染物質に変質している。地割れや洞窟を移動する地下水は、それほど濾過されず、表層の水と同じく容易に移動することができる。カルスト地形の地域では、天然のゴミの集積場としての陥没穴が使われるというのが人間の行動の結果として事態を悪化させている。

## 汚染の副次的影響
有害汚染物質から生じたのではなく、派生した状況から生じる副次的効果に多様性が存在する。二次的影響として考えられるのは、シルトを帯する表層流出液は、水柱を透す射光の浸透を抑制し、水生植物の光合成を妨げたことや、温水汚濁が、魚類のショック死や夏緑性植物の拡大を引き起こしたことなどが原因である。

## 環境アセスメント
日本の一部の行政においても採用される環境アセスメントであるが、1997年に環境影響評価法（通称：環境アセスメント法）が制定されたのを受けたものである。地方行政独自の環境影響評価制度も定められたのだが、この調査・予測・評価の項目のうちの１つ水質汚濁と密接に結びついている。手法としては、調査団の現地派遣による標本収集と化学解析である。環境税課税やアセスメントによる行政アプローチの際に重要な役割を演じている。